# Cabeza del Caballo
Cabeza del Caballo bezeichnet einen nordwestspanische Ort und eine Gemeinde (municipio) mit 237 Einwohnern (Stand: 2024) in der Provinz Salamanca in der Autonomen Gemeinschaft Kastilien-León. Zur Gemeinde gehört auch der Weiler (pedanía) Fuentes de Masueco.

## Lage und Klima
Der Ort Cabeza del Caballo liegt im Nordwesten der Provinz Salamanca in einer Höhe von ca. 730 m in der felsigen Landschaft des Naturparks Arribes del Duero. Der Río Uces fließt in etwa 2 km Entfernung am Ort vorbei; er bildet stellenweise die Grenze zu den Nachbargemeinden Mieza und Vitigudino und weiter nach Ledesma. Die Provinzhauptstadt Salamanca ist etwa 90 km (Fahrtstrecke) in östlicher Richtung entfernt. Das Klima ist gemäßigt bis warm; Regen (ca. 675 mm/Jahr) fällt hauptsächlich im Winterhalbjahr.

## Bevölkerungsentwicklung
| Jahr      | 1857 | 1900 | 1950  | 2000 | 2017 | 2018 |
| Einwohner | 834  | 931  | 1.055 | 482  | 316  | 291  |

In der ersten Hälfte des 20. Jahrhunderts hatte die Gemeinde stets zwischen 780 und 950 Einwohner. Infolge des Verlusts von Arbeitsplätzen durch die Mechanisierung der Landwirtschaft ist die Bevölkerungszahl seitdem auf die derzeitigen Tiefstände zurückgegangen.

## Wirtschaft
Die Landwirtschaft (Feldwirtschaft und Viehzucht) spielt traditionell die größte Rolle im Wirtschaftsleben der Gemeinde. Einnahmen aus dem Tourismus in Form der Vermietung von Ferienwohnungen (casas rurales) sind in den letzten Jahrzehnten hinzugekommen.

## Sehenswürdigkeiten
- Die kleine im 15./16. Jahrhundert erbaute Iglesia Santa María Magdalena hat einen reich gestalteten doppelgeschossigen und mit drei Bogenöffnungen versehenen Glockengiebel (espadaña) im Westen und eine säulengestützte Vorhalle (portico) mit Eingangsportal auf der Südseite. Im Innern findet sich ein monolithisches Weihwasserbecken.
- Am Ortsrand steht ein steinerner Klauenstand (potro de herrar) zum Fixieren und Beschlagen von Huftieren (Arbeitspferde, Ochsen, Esel). Hier wurden auch Hufpflegemaßnahmen durchgeführt.
- Ein aus kleinen Feldsteinen errichteter runder Schweinestall (pocilga) ist ein heute nur noch selten erhaltenes Zeugnis bäuerlichen Landlebens. Sein ebenfalls runder Vorhof ist von großen Steinblöcken eingefasst.

Umgebung
- Eine aus nur grob behauenen Granitsteinen errichtete Bogenbrücke (Puente Robleo) über den in etwa 2 km am Ort vorbeifließenden Río Uces stammt aus dem 17. oder 18. Jahrhundert. Sie verbindet den Ort mit den Nachbargemeinden. Die Brücke besteht aus einem großen Mittelbogen und zwei kleineren seitlichen Bögen.
- Ebenfalls etwa 2 km außerhalb des Ortes steht eine alte Wassermühle (Molino de Lucas) aus Feldsteinmauerwerk. Mauerwerk und Mahlwerk wurden um die Jahrtausendwende komplett restauriert; an manchen Tagen finden Vorführungen statt.
- Die Molino de David ist eine weitere Wassermühle am Río Uces.
- Ein etwa 20 m langer Steinplattensteg aus ca. 2,50 m langen Granitplatten auf zwölf grob zusammengefügten Pfeilern überquert ebenfalls den Fluss.
- An einem Feldrand steht eine Feldsteinhütte (chozo) aus Trockenmauerwerk.

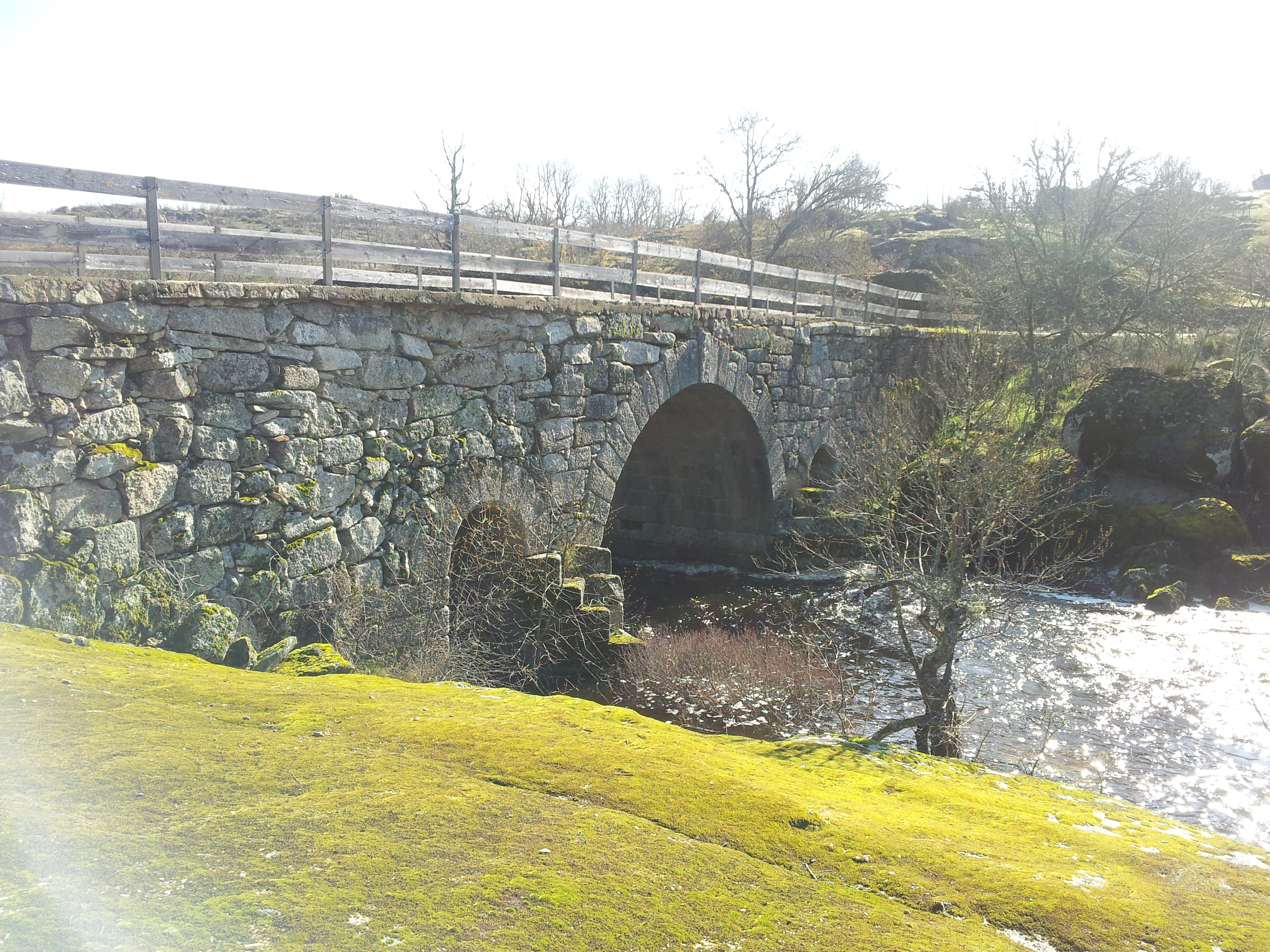
Bogenbrücke (Puente Robleo)
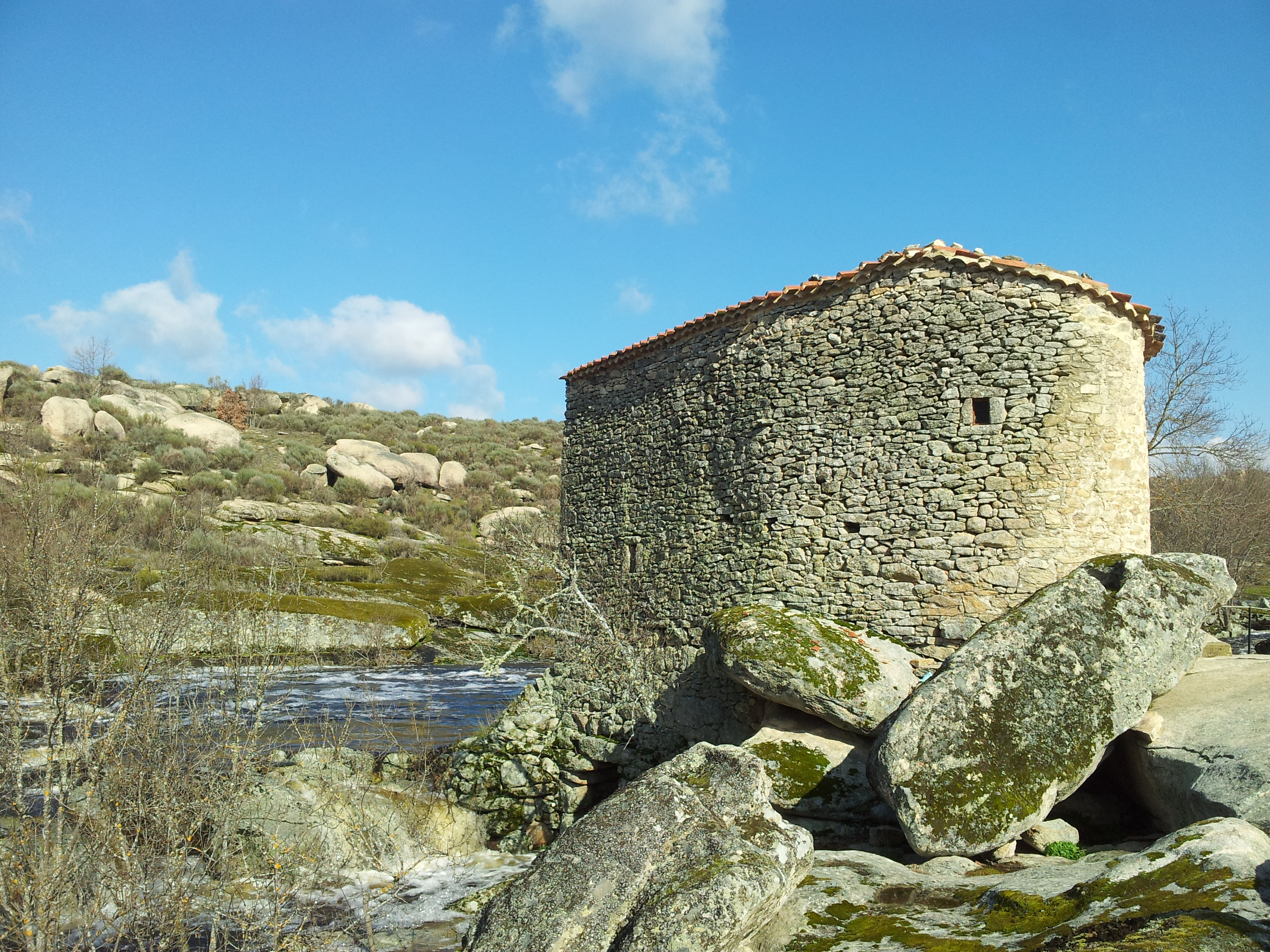
Wassermühle (Molino de Lucas)
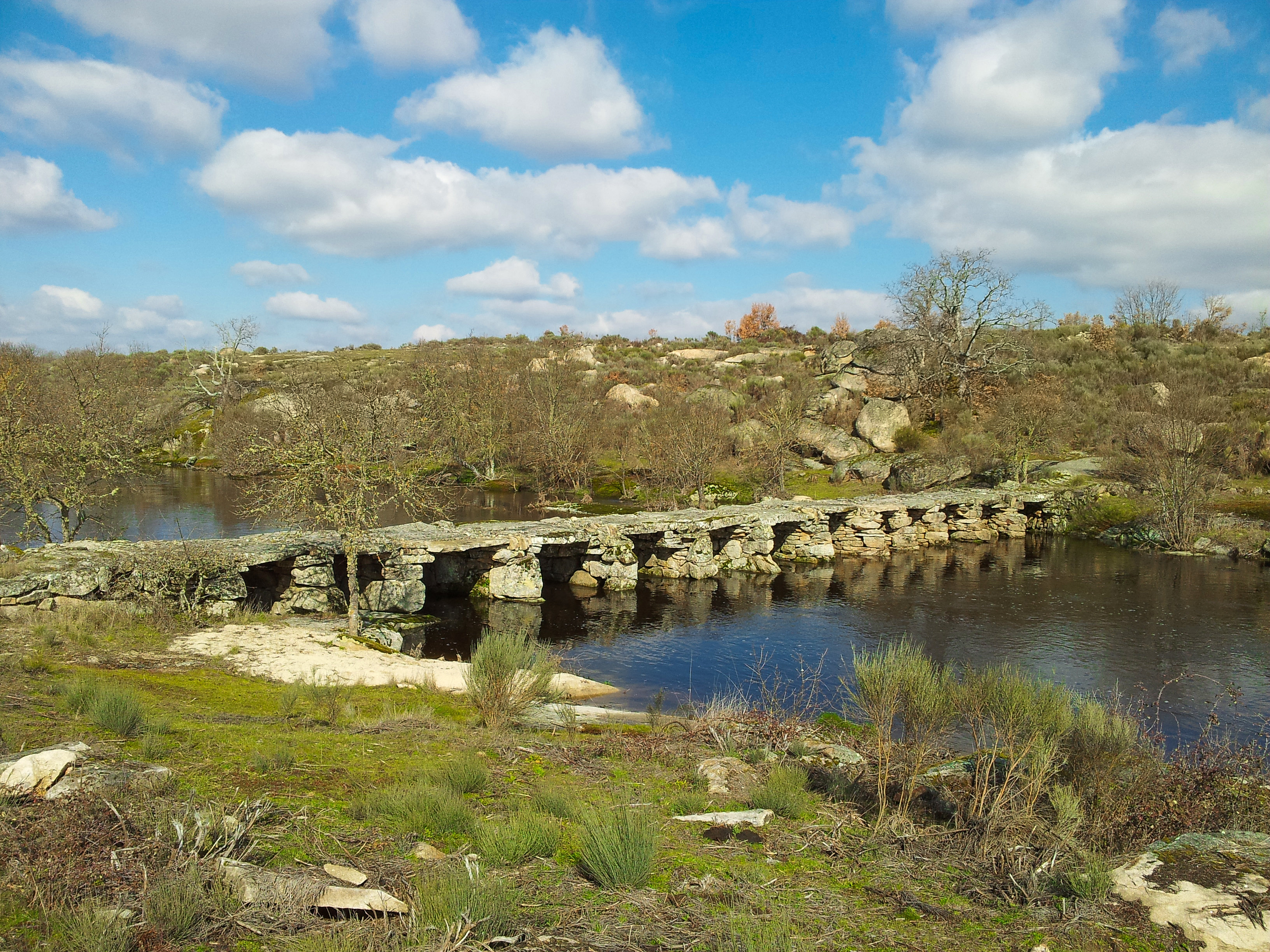
Steinplattensteg über den Río Uces
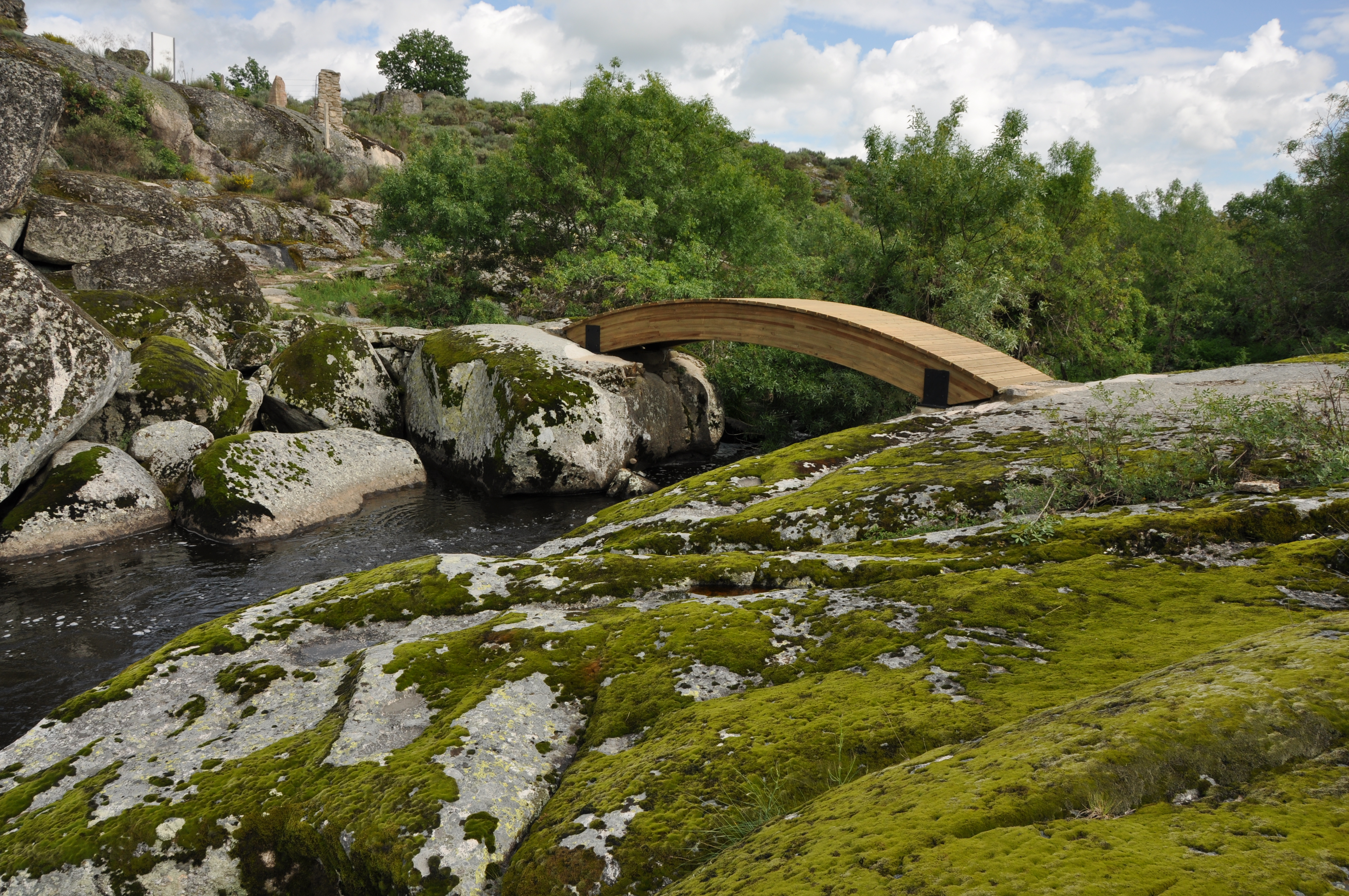
Holzbrücke (Puente Palo)